# Monsieur Lapin

Monsieur Lapin est un moyen métrage de Pascal Cervo, réalisé en 2013. Sélectionné au festival du film de Vendôme, au festival Côté Court de Pantin, au festival Silhouette,... Il a aussi été choisi par Axelle Ropert pour sa carte blanche au Jour le plus court. Un DVD du film est édité par L'Harmattan.
Louis Skorecki, à propos de Monsieur Lapin : " Vu samedi le nouveau film émouvant et rigolo réalisé par Pascal Cervo, Monsieur Lapin ... En une petite quarantaine de minutes, on retrouve avec une grande fraîcheur et une belle modestie discrète les qualités mystérieuses et obliques du cinéma de Jean-Claude Biette ... Le rire succède à l'énigme, jamais résolue, toujours mise en attente ... On ne sait pas où on va mais on y va avec un plaisir sans cesse renouvelé ... Il y aussi un sens des durées proprement straubien ..."

## Synopsis
Thierry est veilleur de nuit dans un hôtel. Solitaire et indécis, certains soirs il rejoint pourtant un peintre, M. Zutawski, et pose pour lui.

## Fiche technique
- Scénario : Pascal Cervo et Ricardo Muñoz
- Producteur délégué : Nicolas Combet (Spoutnik Productions)[3]
- Directrice de la photo : Sabine Lancelin
- Assistants opérateurs : Rémi Mestre, Amandine Hanse-Balssa, Sarah Pinton
- Monteuse son : Rosalie Revoyre
- Mixeur : Hervé Guyader
- Durée : 38 minutes
- Ingénieurs du son : Emmanuelle Villard, Henry Warluzel
- Monteur : Martial Salomon
- Directeur artistique : Ricardo Muñoz[4]

## Distribution
- Sacha Gorce : Thierry
- Andrew Sherwood : M. Zutawski, le peintre
- Marie-Christine Hervy : la mère
- Daniel Isoppo : le père
- Hervé Lassïnce : Boris
- Michèle Moretti : la metteur en scène
- Mireille Roussel : la réceptionniste de l'hôtel
- Sarah Le Picard : Alice, la mariée
- Gaëtan Vourc'h : le marié